# Dilnozaxon Kattaxonova
Dilnozaxon Kattaxonova (Kokand, 2 luglio 1991) è una politica uzbeka.
Dal 2020, ricopre la carica di Primo Vice Direttore dell'Agenzia per gli Affari Giovanili della Repubblica dell'Uzbekistan. In precedenza, ha lavorato come Presidente dell'organizzazione per bambini Kamalak, la più grande unione degli studenti delle scuole del Paese (2018–2020). Nel giugno 2021, Kattaxonova ha ricevuto il premio statale Do‘stlik dal Presidente dell’Uzbekistan. È inoltre Dottore di Ricerca in Scienze Politiche.

## Carriera
Si è laureata presso l'Università nazionale dell'Uzbekistan intitolata a Mirzo Ulugbek nel 2014. Nel 2016 ha conseguito il master presso la stessa università. Dal 2014 al 2016 ha lavorato come specialista principale nel Dipartimento dei Progetti Sociali e Legali del Consiglio Centrale del Movimento Sociale Giovanile Kamolot. Dal 2016 al 2017 ha prestato servizio come specialista capo nel Dipartimento per lo Sviluppo delle Relazioni Internazionali e il Sostegno alle Organizzazioni Non Governative senza scopo di lucro del Comitato delle Donne dell’Uzbekistan.
Il 5 luglio 2017, durante una riunione del Consiglio Repubblicano per le Questioni Giovanili, è stata eletta Vicepresidente del Consiglio Centrale dell'Unione della Gioventù dell'Uzbekistan. Dal 2018 al 2020 ha diretto l’organizzazione per bambini Kamalak. Dal 2018 è ricercatrice indipendente presso l'Accademia di Amministrazione Pubblica sotto la Presidenza della Repubblica dell'Uzbekistan. Nel marzo 2022 ha conseguito il titolo di Dottore di Ricerca (PhD). Il 10 luglio 2020 è stata nominata Vice Direttore dell’Agenzia per gli Affari Giovanili, di nuova istituzione. Il 20 dicembre 2023 è stata promossa a Primo Vice Direttore della stessa agenzia.

## Riconoscimenti
È stata tra le prime a ricevere il Premio Statale Zulfiya. Nel 2020 è stata inclusa nella lista dei Top-40 giovani leader promettenti nelle istituzioni governative, così come tra le Top-35 donne nell’amministrazione pubblica e statale. Nel 2021 è stata inserita tra le Top-40 donne che operano nelle strutture statali, nelle istituzioni e nelle grandi organizzazioni pubbliche.
Nel 2021 è stata insignita della medaglia "Maʼnaviyat aʼlochisi" dalla Guardia Nazionale dell’Uzbekistan e della medaglia "Xalqlar do‘stligi" dal Comitato per le Relazioni Interetniche e i Legami di Amicizia con i Paesi Esteri sotto il Governo dell’Uzbekistan. Il 30 giugno 2021 ha ricevuto l’onorificenza Do‘stlik dal Presidente della Repubblica dell’Uzbekistan.